# Duna Polska
Duna Polska S.A. – polskie przedsiębiorstwo budowlane.

## Działalność
Duna Polska specjalizuje się w budownictwie drogowym, mostowym, kubaturowym, kolejowym, elektroenergetycznym oraz real estate. Firma w 2024 r. została częścią Grupy Duna Aszfalt, która kupiła większość udziałów spółki Mota-Engil Central Europe S.A. MECE powstało z połączenia dwóch polskich przedsiębiorstw: Krakowskiego Przedsiębiorstwa Robót Drogowych S.A. (KPRD) oraz Przedsiębiorstwa Budowy Mostów w Lubartowie Sp. z o.o. (PBM).
Duna Polska jest sygnatariuszem Porozumienia dla Bezpieczeństwa w Budownictwie.
Główna siedziba spółki mieści się w Krakowie.

## Historia
- 1997 r. – Rozpoczęcie działalności Mota-Engil w Polsce – przyznanie dwóch kontraktów na budowę i odbudowę 142 obiektów mostowych, zlokalizowanych w ciągu autostrady A4, odcinek: Wrocław-Prądy oraz Prądy-Nogawczyce
- 1998 r. – Mota-Engil przejmuje Krakowskie Przedsiębiorstwo Robót Drogowych S.A.
- 2000 r. – Mota-Engil przejmuje Przedsiębiorstwo Budowy Mostów w Lubartowie Sp. z o.o.
- 2004 r. – Powstanie spółki Mota-Engil Polska S.A.
- 2007 r. – Zakup kopalni granitu w Górce Sobockiej
- 2009 r. – Mota-Engil Polska S.A. zmienia nazwę na Mota-Engil Central Europe S.A.
- 2010 r. – Zakup Przedsiębiorstwa Robót Drogowo-Mostowych w Lublinie
- 2011 r. – Przejęcie Eltor S.A., przedsiębiorstwa specjalizującego się m.in. w wykonawstwie prac elektroenergetycznych
- 2024 r. – Zmiana nazwy na Duna Polska S.A.[2]

## Wybrane realizacje
- Budowa estakady Lipska-Wielicka, Krakowski Szybki Tramwaj
- Zaprojektowanie oraz budowa parkingu podziemnego „Nowy Targ”, Wrocław
- Budowa i modernizacja Biblioteki Głównej Województwa Mazowieckiego, Warszawa
- Budowa zespołu budynków stołówki i parkingu wielopoziomowego, Wrocław
- Rozbudowa Regionalnego Portu Lotniczego Port Lotniczy Lublin S.A. (Świdnik)
- Budowa hangarów dla statków powietrznych w porcie lotniczym Rzeszów Jasionka
- Przebudowa autostrady A4, Balice-Opatkowice
- Zaprojektowanie i rozbudowa drogi ekspresowej S8, Jeżewo -Białystok
- Budowa drogi ekspresowej S8, Wrocław – Oleśnica
- Budowa drogi ekspresowej S17, Kurów – Bogucin
- Modernizacja stacji elektroenergetycznej 220/110 kV Pabianice
- Zaprojektowanie i budowa obwodnicy Tomaszowa Lubelskiego (jedna jezdnia)[3]